# Monatsblätter der Gesellschaft für pommersche Geschichte und Altertumskunde
Le Monatsblätter der Gesellschaft für pommersche Geschichte und Altertumskunde est une revue nouvellement publiée en 1887 par la Société d'histoire, d'antiquité et d'art de Poméranie. Le premier rédacteur en chef est Martin Wehrmann. Les éditeurs sont les sociétés Stettin F. Hessenland, à partir de 1896 Herrcke et Lebeling et à partir de 1915 Léon Saunier. À la fin de 1942, la revue est interrompue en raison de la guerre.
Dans le premier numéro, les objectifs de la publication sont décrits comme suit : « Depuis longtemps déjà, nous souhaitons créer un organe qui nous permette non seulement d'entrer en contact régulier et fréquent avec nos membres, mais aussi de stimuler et d'encourager d'autres cercles au-delà du nombre de ceux-ci. Cet organe sera Die Monatsblätter, qui, à la suite d'un accord avec la société F. Hessenland à Stettin, sera également publié en tant que supplément de la Ostsee-Zeitung et sera ainsi accessible à un plus grand nombre de lecteurs. Nous avons l'intention de publier dans les mensuels principalement de petits articles sur l'histoire et l'antiquité de la Poméranie, des rapports sur des découvertes remarquables, sur l'accroissement de notre musée, sur l'avancement des travaux entrepris par la société, des informations sur la société elle-même et ses réunions, un aperçu aussi complet que possible de la littérature poméranienne, ainsi que des discussions et des annonces sur les principaux écrits qui font autorité. »